# Geuze St. Louis
Gueuze St. Louis is een verzamelnaam voor enkele Belgische bieren, gebrouwen door Brouwerij Van Honsebrouck te Ingelmunster.

## De bieren
- St. Louis Gueuze Fond Tradition is een geuze met een alcoholpercentage van 5%.[2]
- St. Louis Premium Gueuze is een geuze met een alcoholpercentage van 4,5%. Het bier is samengesteld uit jonge en oude geuze. Voordien heette dit bier St. Louis Gueuze.[3] Oorspronkelijk had St. Louis Gueuze (ook St. Louis Gueuze Lambic) een alcoholpercentage van 5%, later werd dit verminderd tot 4,5%.[4]
- St. Louis Premium Faro was een faro met een alcoholpercentage van 3,2%. Het bier werd samengesteld uit jonge geuze en kandijsuiker. Momenteel[(sinds) wanneer?] wordt het niet meer geproduceerd.

Geuze en faro zijn door het Vlaams Centrum voor Agro- en Visserijmarketing (VLAM) erkend als streekproduct. Bovendien zijn het door de Europese Unie beschermde labels of Gegarandeerde traditionele specialiteiten (GTS).

## Etiketbieren
- Vieux Bruges Gueuze (ook Vieux Bruges Gueuze Lambic) was een etiketbier van St. Louis Gueuze. Het had een alcoholpercentage van 5%.[9]
- Vieux Bruxelles Gueuze was eveneens een etiketbier van St. Louis Gueuze, met een alcoholpercentage van 5%.[10]